# José Lescano
José Pedro Lescano (niekiedy Lezcano) – piłkarz urugwajski, pomocnik.
Jako piłkarz klubu Danubio FC wziął udział w turnieju Copa América 1957, gdzie Urugwaj zajął czwarte miejsce. Lescano zagrał w czterech meczach – z Ekwadorem, Kolumbią, Argentyną i Brazylią (w 78 minucue zmienił Néstora Gonçalvesa).
Od 14 listopada 1956 roku do 28 marca 1957 roku Lescano rozegrał w reprezentacji Urugwaju 5 meczów i nie zdobył żadnej bramki.